# Hans Amschl
Hans Amschl (* 23. Oktober 1896 in Graz; † 3. März 1964 in Puerto de la Cruz) war ein österreichischer Jurist und Politiker der ÖVP. Der ehemalige Oberstaatsanwalt war 1945 stellvertretender Landeshauptmann von Kärnten, 1949 bis 1953 Abgeordneter zum Steirischen Landtag und von 1949 bis 1962 stellvertretender Bürgermeister der Landeshauptstadt Graz.

## Biographie
Hans Amschl wurde in Graz als Sohn des gleichnamigen Kaufmannes Hans Amschl (1868 – 1929) und dessen Gattin Anna († 1936) geboren. Sein Vater war schon vor dem Ersten Weltkrieg für die Christlichsoziale Partei aktiv gewesen, gehörte dem Grazer Gemeinderat an und bekleidete von 1927 bis zu seinem Tod das Amt des Grazer Vizebürgermeisters. Hans Amschl junior studierte Rechtswissenschaft an der Karl-Franzens-Universität und schloss das Studium mit dem Titel eines Dr. jur. ab. Parallel zu seinem Gerichtsdienst arbeitete er ab 1920 für die Staatsanwaltschaft in Leoben. Kurz nach den Februarkämpfen 1934 wurde Amschl zum Leiter der Leobner Staatsanwaltschaft befördert. Seine Karriere setzte sich im Ständestaat weiter fort, 1935 wurde er interimistisch mit der Leitung der Staatsanwaltschaft in Klagenfurt betraut, danach wurde er stellvertretender Leiter der Staatsanwaltschaft in Graz und schließlich Oberstaatsanwalt für die Steiermark und Kärnten.
Nach Ende des Zweiten Weltkrieges engagierte Amschl sich vielfältig. Er war als Oberstaatsanwalt unter anderem in der Volksgerichtsbarkeit, also den von den Alliierten Besatzern zur Ahndung von NS-Verbrechen eingerichteten Gerichten, tätig. Im Herbst 1948 kam es hierbei zu einer Konfrontation zwischen ihm und dem Leiter der Britischen Legal Division, Sir Alfred Brown. Von Seiten der Britischen Besatzer wurde Amschl zu große Milde gegen ehemalige Nationalsozialisten vorgeworfen. Der Konflikt endete mit der Demission Amschls – eine derart tiefgreifende Intervention der Besatzer noch drei Jahre nach Kriegsende war selten. 1949 beendete er seine juristische Karriere.
Schon ab 19. Mai 1945 (als Nachfolger von Josef Ritscher) hatte Amschl als Vertreter der ÖVP der Provisorischen Kärntner Landesregierung angehört, ebenso war er Teil des folgenden, kurzlebigen Konsultativen Landesausschusses. Sein nominell höchstes Amt hatte er zwischen 25. Juli und 15. Oktober 1945 als stellvertretender Landeshauptmann in der Landesregierung Piesch III inne. Mit Beginn seines Ruhestandes als Jurist engagierte Amschl sich in der steirischen Politik und gehörte von 1949 bis 1953 dem steirischen Landtag an. Außerdem war er von 1949 bis 1962 zweiter Stellvertreter der Bürgermeister Eduard Speck und Gustav Scherbaum. Innerhalb der Partei war er Obmann der Grazer Abteilung des ÖAAB und Stadtparteiobmann der ÖVP.